# Bernie Kukar
Bernie Kukar (* 15. Mai 1940 in Gilbert, Minnesota) ist ein ehemaliger US-amerikanischer Schiedsrichter im American Football, der von der Saison 1984 bis 2005 in der NFL tätig war. Er war Schiedsrichter der Super Bowls XXXIII und XXXVI und trug die Uniform mit der Nummer 86.

## Karriere

### College Football
Vor dem Einstieg in die NFL arbeitete er als Schiedsrichter im College Football in der Big Ten Conference.

### National Football League
Kukar begann im Jahr 1984 seine NFL-Laufbahn als Back Judge. 
Die NFL führte im Frühjahr 1991 die erste Saison der World League of American Football durch. Beim Saisonfinale der WLAF 1991, dem ersten World Bowl in London, wurde Kukar als Referee eingesetzt.
Nachdem die Schiedsrichter Jim Tunney und Jerry Seeman ihren Rücktritt bekannt gegeben hatten, wurde er zur NFL-Saison 1991 zum Hauptschiedsrichter ernannt.
Er leitete Super Bowl XXXIII und drei Jahre später Super Bowl XXXVI. Beim Super Bowl XXX war er Ersatzschiedsrichter.
Nachdem Tom White und er nach der Saison 2005 ihre Rücktritt gekannt gegeben hatten, wurden Gene Steratore und Jerome Boger zum Hauptschiedsrichter befördert.